# 似棒重盘吸虫
似棒重盘吸虫（学名：Diplodiscus subclavatus）为重盘科重盘属的动物。分布于德国、非洲以及中国大陆的上海、吉林等地，营寄生生活，终末宿主中华大蟾蜍、绿蟾蜍、雨蛙、细齿蟾、食用蛙、金线蛙等以及寄生于肠。